# I'll
«-I'll-» — сингл гурту Dir En Grey, реліз якого відбувся 12 серпня 1998 року. Відеокліп заголовної пісні пізніше був розміщений у Mousou Toukakugeki (VHS). Ця пісня стала опенінгом до аніме-серіалу 'Urayasu Radical Family'.

## Трекліст
Автор слів Kyo. 
| #  | Назва               | Автор музики | Тривалість |
| -- | ------------------- | ------------ | ---------- |
| 1. | «-I'll-»            | Dir En Grey  | 4:31       |
| 2. | «Toriko» (虜 (яп.)) | Shinya       | 4:29       |

## Персоналії
- Dir En Grey — продюсер
  - Kyo — вокаліст
  - Kaoru — гітара
  - Die — гітара
  - Toshiya — бас-гітара
  - Shinya — барабани
- KIYOSHI (D≒SIRE/Kreis) — продюсер